# Buchloe
Buchloe (phát âm tiếng Đức: [buːxˈloːə]) là một đô thị ở Ostallgäu bang Bayern thuộc nước Đức.